# Майкъл Естрада
Майкъл Стивън Естрада Мартинес (на испански език: Michael Steveen Estrada Martínez) е еквадорски футболист, централен нападател на Толука, и националния отбор по футбол на Еквадор.